# 西方寺 (碧南市)
西方寺（さいほうじ）は、愛知県碧南市浜寺町2丁目19番地2にある真宗大谷派の寺院。大浜てらまちと呼ばれる地域にある。
大浜の西方寺、高取の専修坊、高浜の恩任寺は、浄土真宗の「浜の三か寺」と呼ばれた。「浜の三か寺」は「三河三か寺」の末寺という意味を持ち、西方寺は勝鬘寺、専修坊は上宮寺、恩任寺は本證寺の末寺とされる。

## 歴史

### 光照寺
建仁3年（1203年）、三河碧海郡棚尾村に、天台宗の光照寺（こうしょうじ）として創建された。貞永元年（1232年）、念雅僧都の代に親鸞に帰依したことで、天台宗から浄土真宗に改宗した。

### 西方寺

#### 中近世

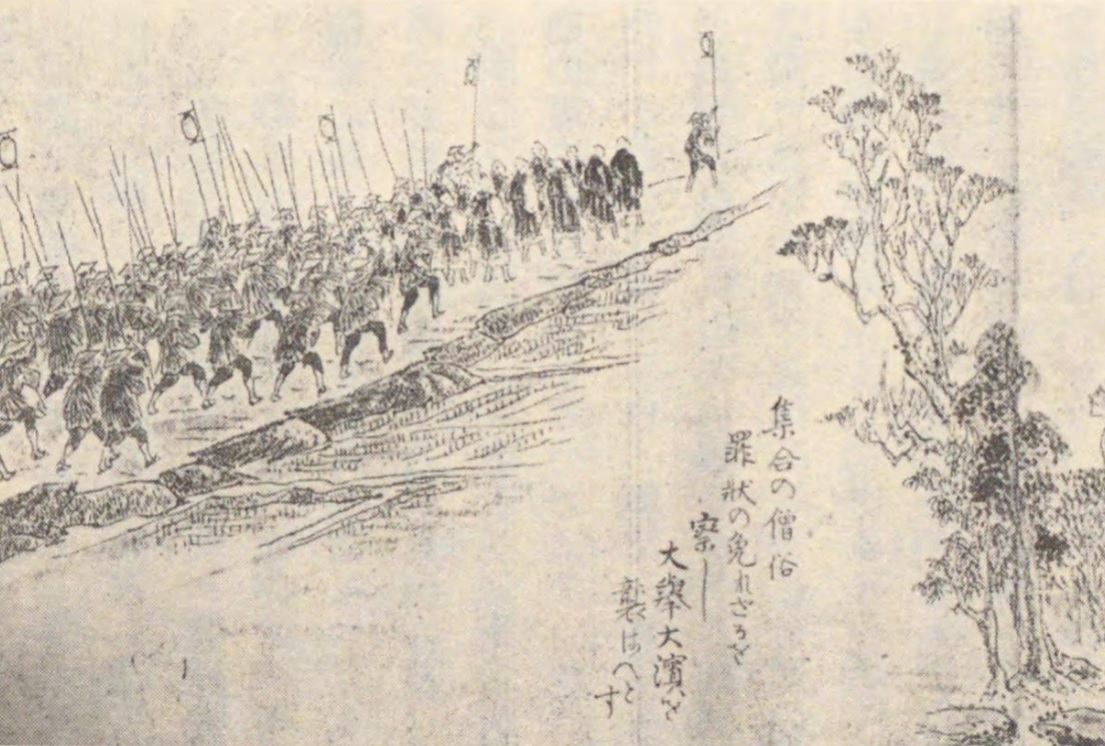
大浜騒動

明応5年（1496年）、碧海郡大浜村の現在地に移り、法応山西方寺（さいほうじ）と改称した。
寛政12年（1800年）、30代慈慶の時に現在の本堂の建築に着工し、完工までに数十年を要した。文久3年（1863年）には鐘楼・太鼓堂・土塀が完成した。

#### 近現代

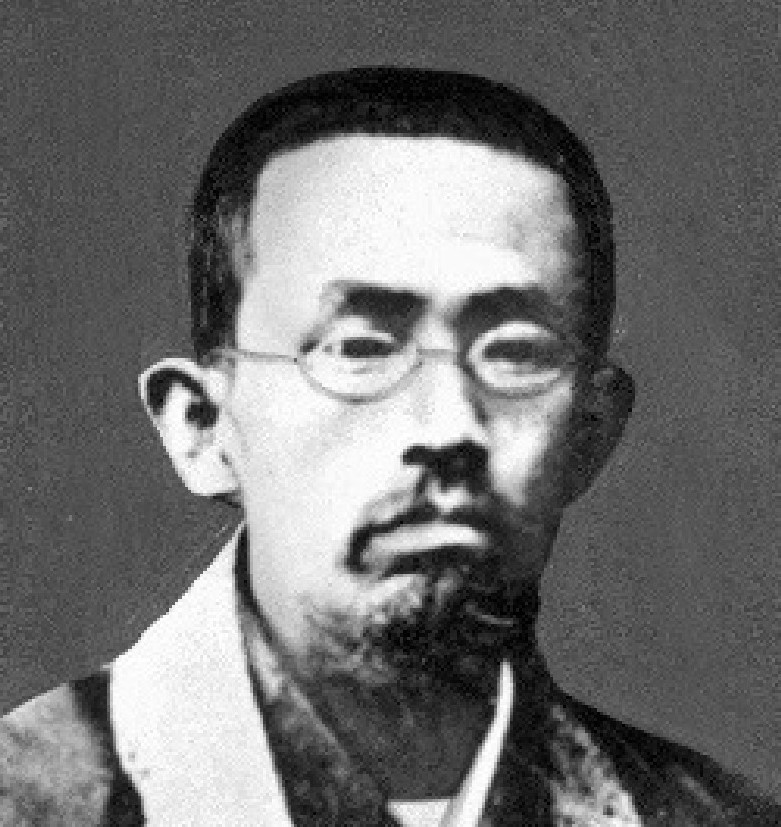
清沢満之

1871年（明治4年）には廃仏毀釈に反対する大浜騒動（鷲塚騒動）が起こり、西方寺も民衆による詰問の対象となった。同年には西方寺の太鼓堂が「新民序」と呼ばれる学校の校舎となったことから、西方寺は碧南市における学校教育発祥の地とされる。周辺の各村には「新民塾」と呼ばれる学校がつくられ、これらはのちに小学校になった。
1888年（明治21年）から、近代仏教の先覚者・宗教哲学者である清沢満之が副住職を務めた。満之は満39歳の若さで亡くなった。1914年（大正3年）には本門と玄関が完成した。

## 境内
- 本堂 - 寛政12年（1800年）着工。
- 本門 - 1914年（大正3年）完成。
- 鐘楼 - 文久3年（1863年）完成。

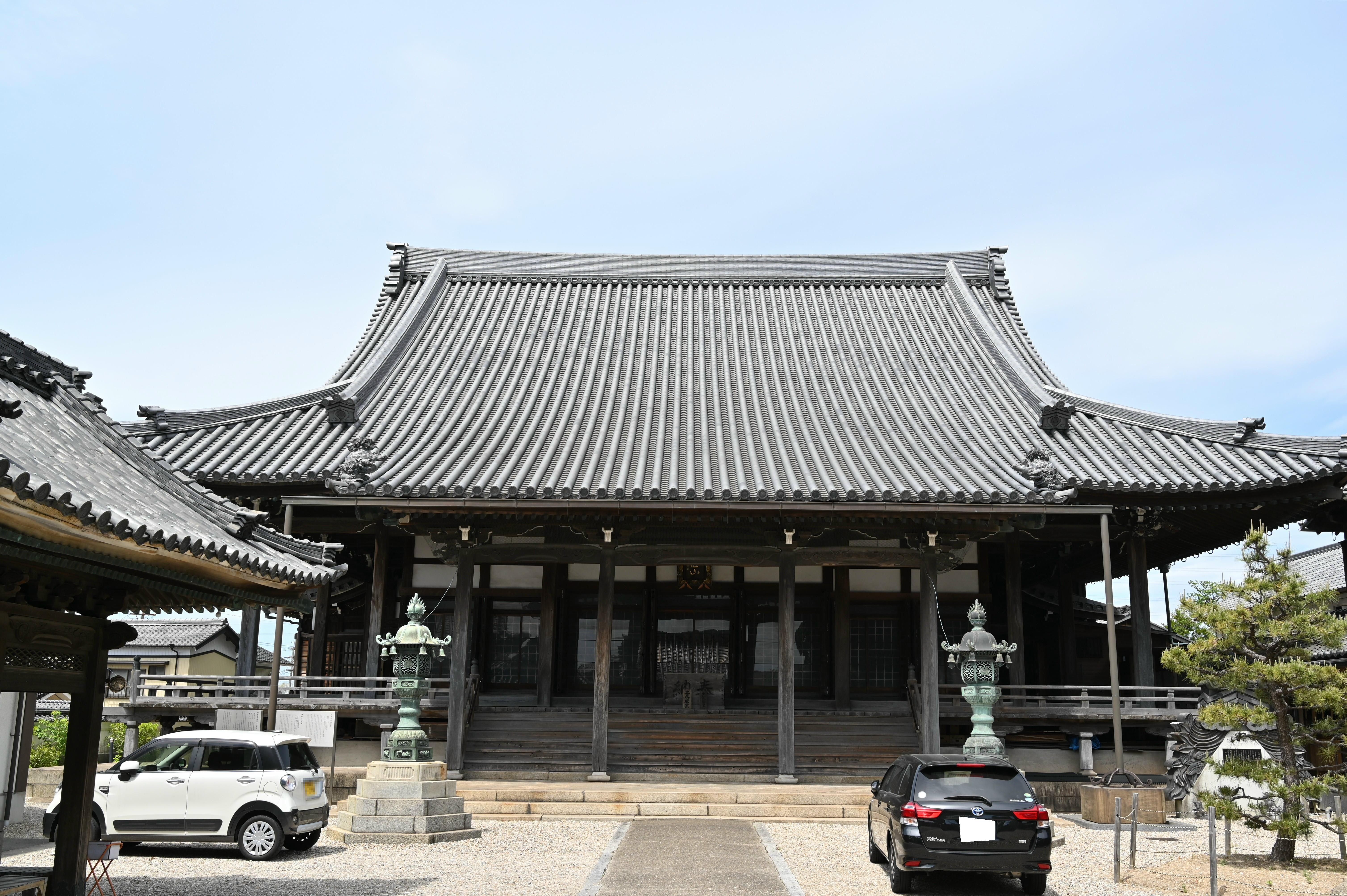
本堂

- 太鼓堂 - 文久3年（1863年）完成。1871年（明治4年）の大浜騒動（鷲塚騒動）の端緒となった。
- 玄関 - 1914年（大正3年）完成。
- 手水舎
- 土塀 - 文久3年（1863年）完成。
- 弥陀の松 - 樹齢約400年。
- 清沢満之記念館

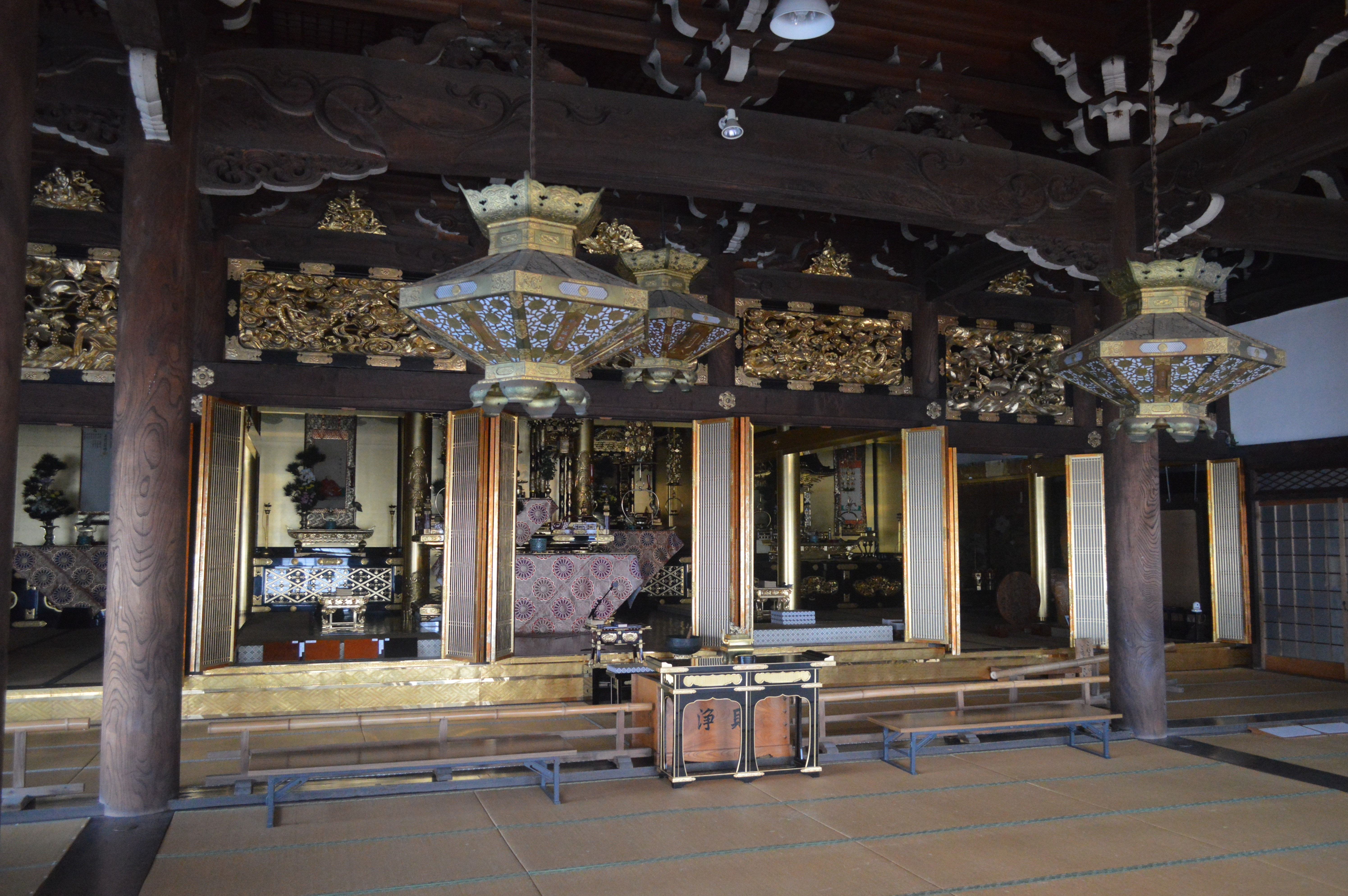
内陣
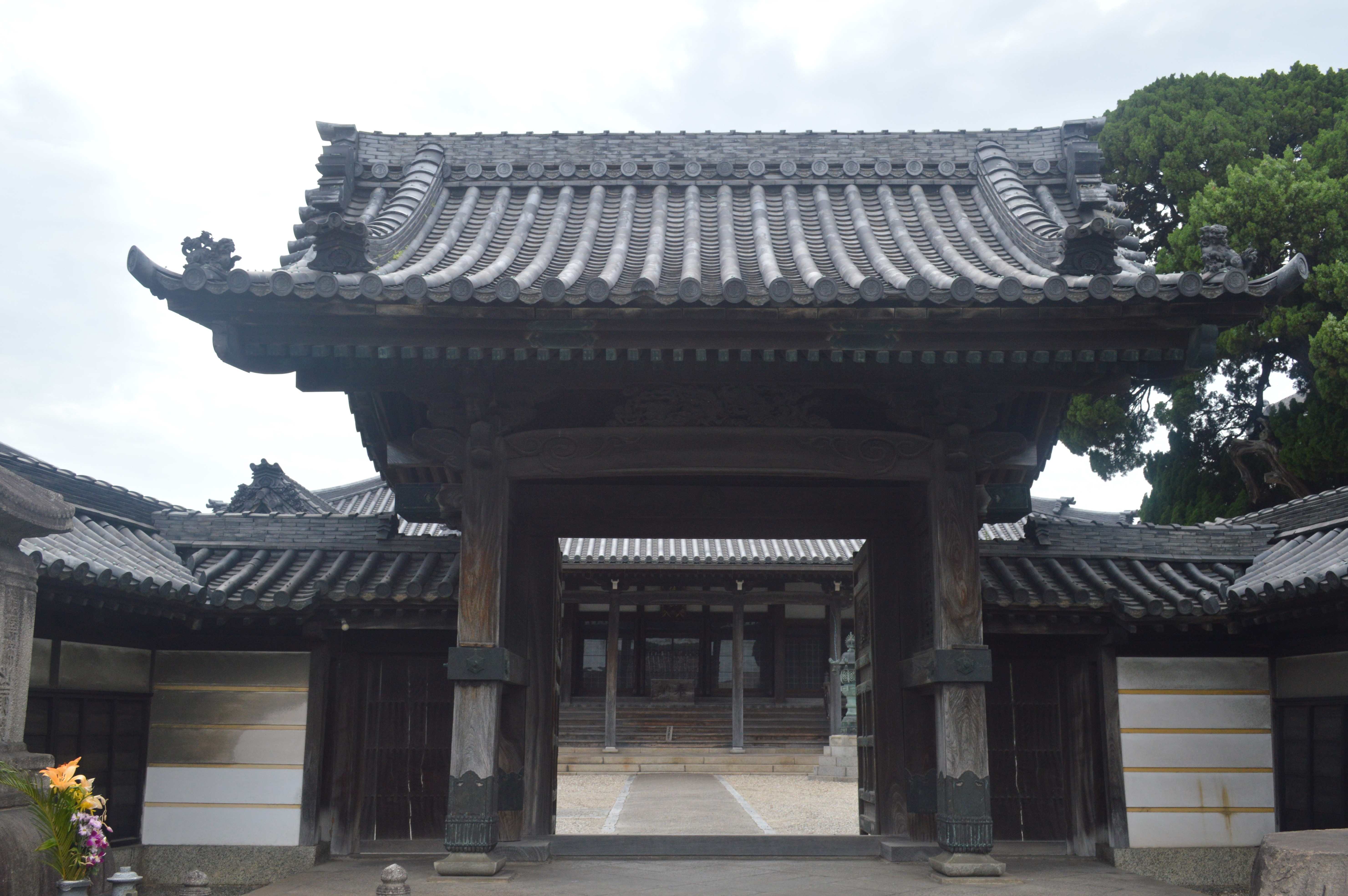
本門
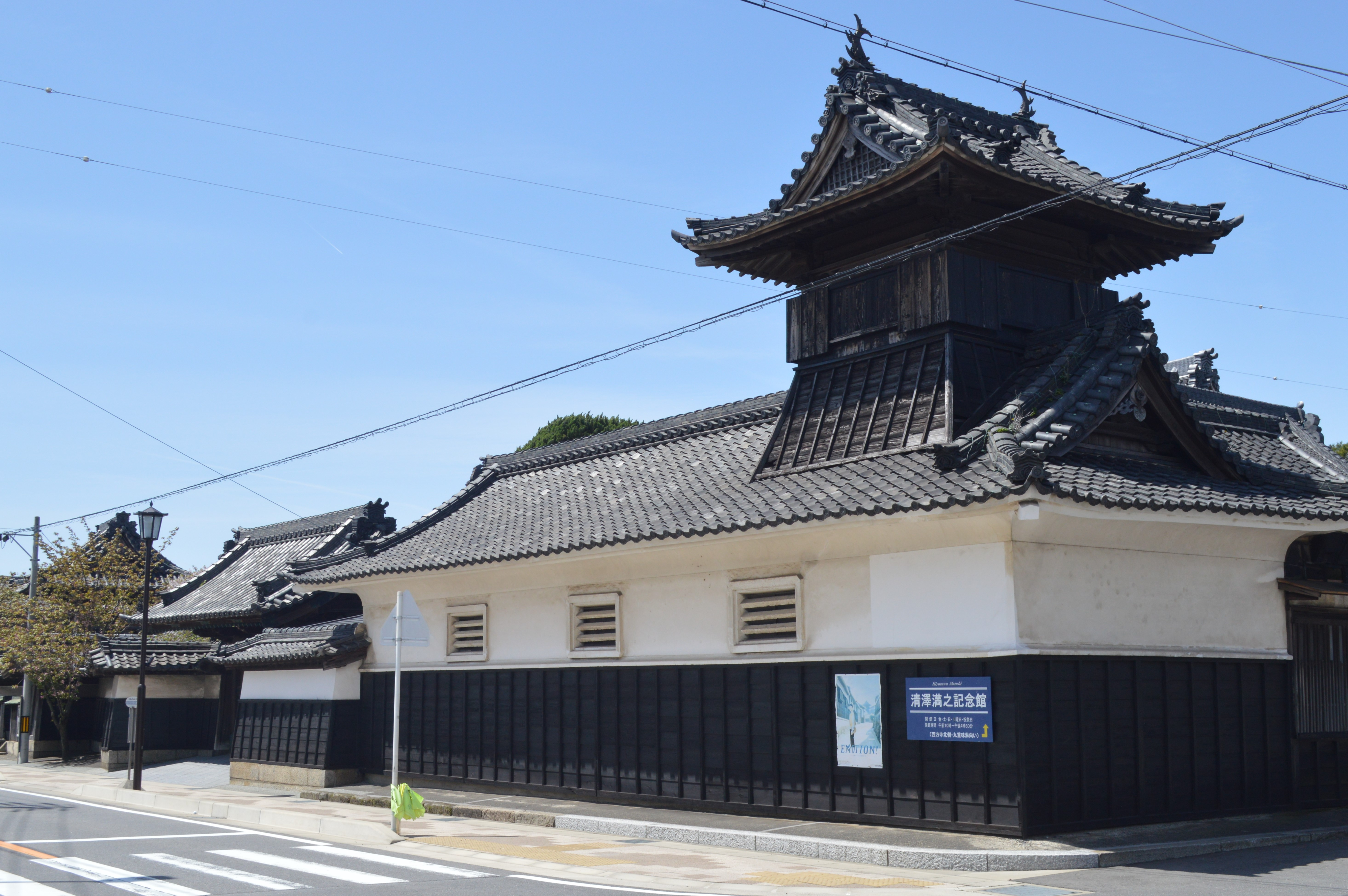
太鼓堂
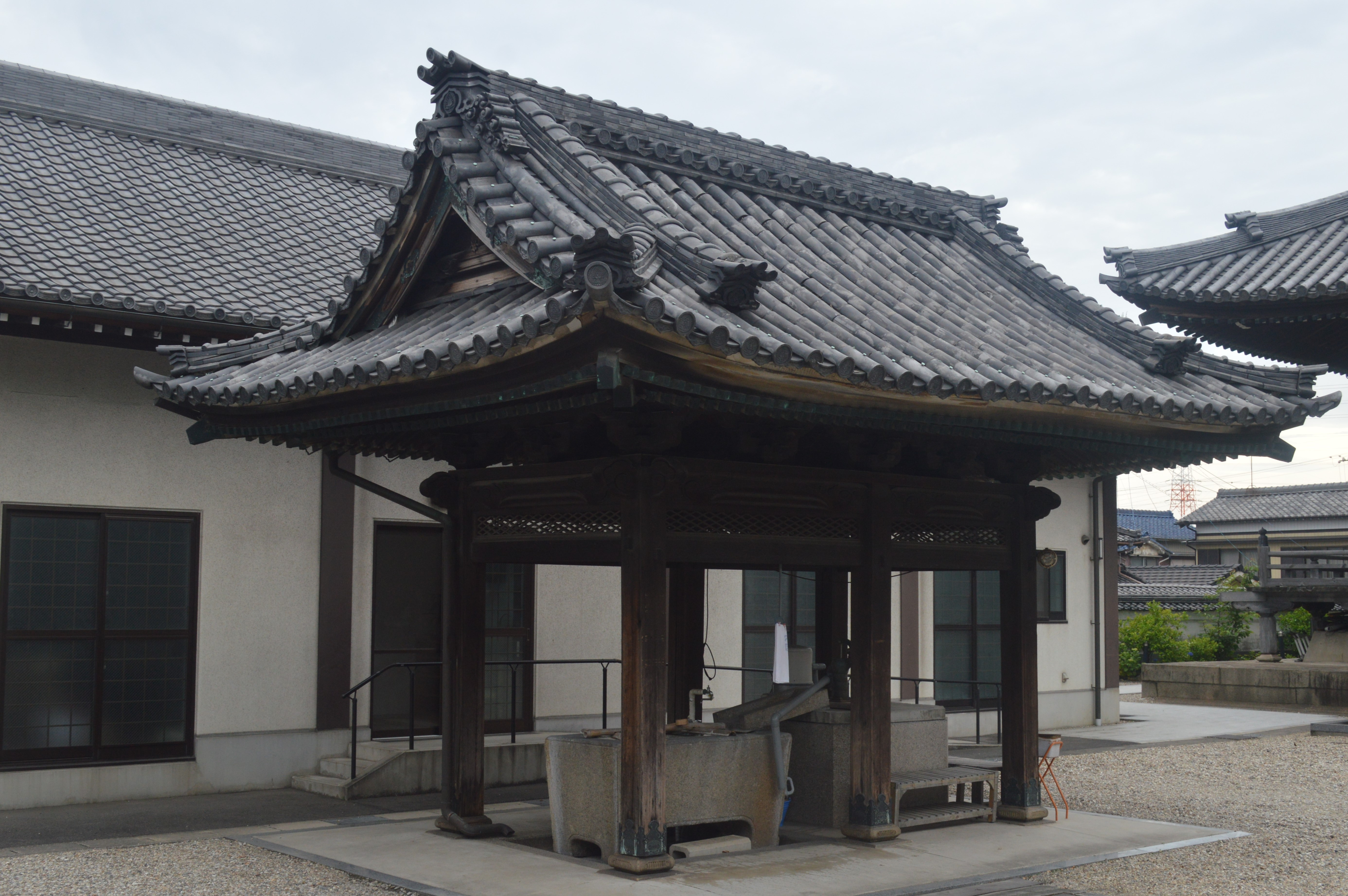
手水舎
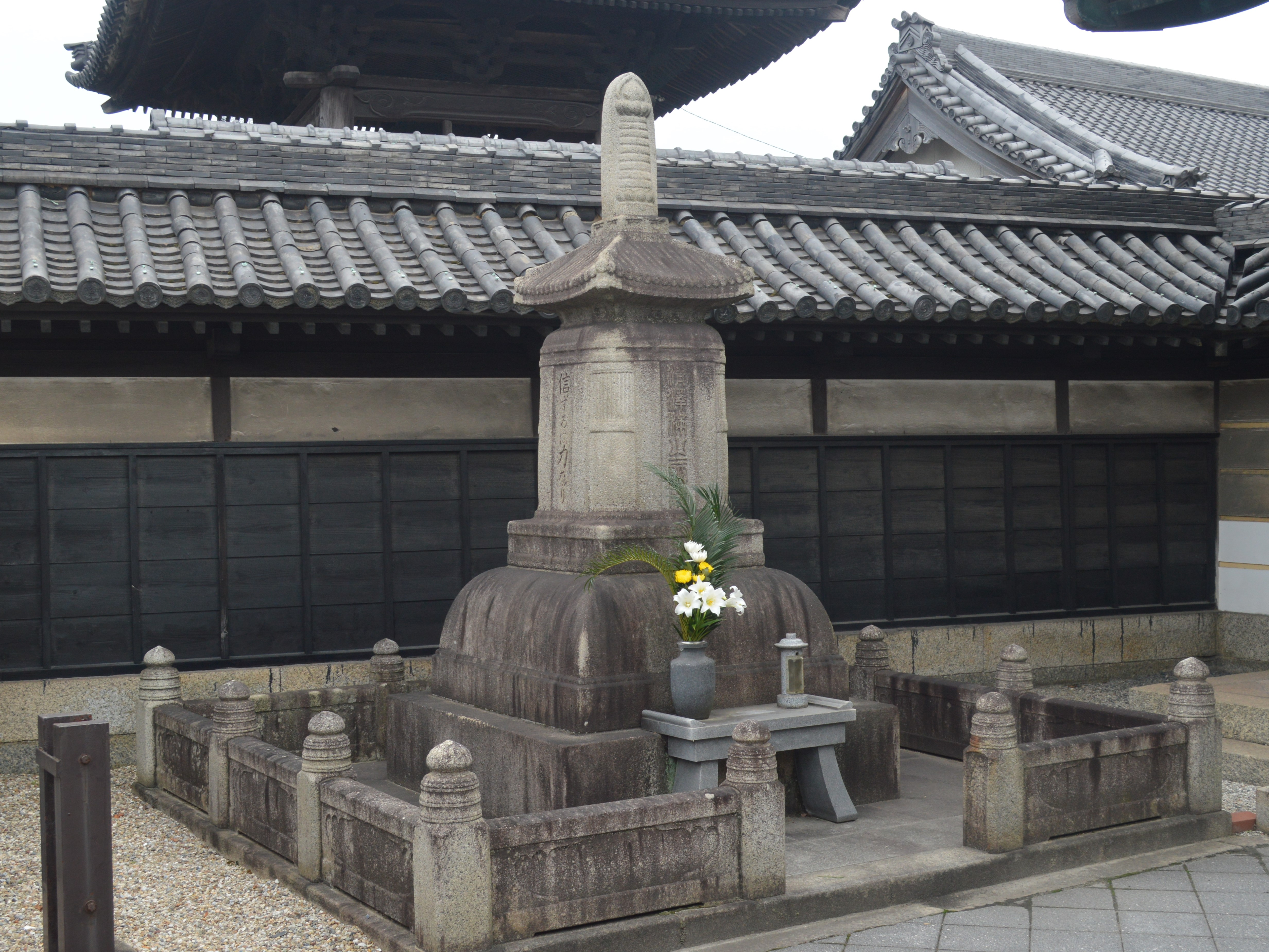
清沢満之師碑

## 清沢満之記念館

### 歴史
清沢満之（きよざわまんし）は明治期に活躍した僧侶・哲学者・宗教家であり、1888年（明治21年）から西方寺の副住職を務めた。2004年（平成16年）10月16日、清沢満之の百回忌を機に清沢満之記念館が開館した。

### 展示
1階には展示室や収蔵庫（非公開）があり、収蔵庫には満之の直筆原稿や遺品、書籍約2000点などが保管されている。また2階は研修室となっており、学習会が開催される。このほか、満之の生涯をまとめたビデオの閲覧や満之が生活した西方寺書院の見学もできる。

## 文化財

### 碧南市指定文化財
- 絹本着色證如上人影像（絵画） - 1988年（昭和63年）4月1日指定[8]。

- 木造阿弥陀如来立像（彫刻） - 2010年（平成22年）4月1日指定[8]。
- 木造蓮如上人坐像（彫刻） - 2010年（平成22年）4月1日指定[8]。

## 現地情報
所在地
- 愛知県碧南市浜寺町2丁目19番地2

アクセス
- 名鉄三河線碧南駅から徒歩5分

周辺施設
- 碧南市臨海公園
- 碧南海浜水族館